# El pecado de Oyuki
El pecado de Oyuki é uma telenovela mexicana produzida por Lucy Orozco para a Televisa e foi exibida pelo El Canal de las Estrellas entre 15 de fevereiro a 5 de agosto de 1988.
Foi publicado pela primeira vez em 11 de novembro de 1949 nas páginas da revista em quadrinhos Pepín, da Editorial Juventud, e depois em 1975 na revistas Lágrimas, Risas e Amor de Argumentos Editoriais (depois do Grupo Editorial Vid). Narra a vida de 'Oyuki', uma jovem japonesa cuja tragédia se desata ao se apaixonar por um pintor de origem inglesa. A trama tem certa semelhança com o conto Madama Butterfly, de John Luther Long (1898), adaptado por Giacomo Puccini como ópera em 1904. A história em quadrinhos foi reeditada pelo Grupo Editorial Vid em 2006. 
Foi protagonizada por Ana Martín e Boy Olmi e antagonizada por Salvador Sánchez e Martha Roth.

## Sinopse
Ao final do século XIX e princípios do XX, em uma pequena aldeia japonesa, vive Oyuki Ogino, uma formosa mulher, boa e honesta, cuja beleza e atributos físicos são aproveitados por seu ambicioso irmão Yutaka Ogino, quem contra sua vontade a converte em uma gueixa e começa a explorá-la para obter dinheiro para manter seus vícios.
Obrigada e resignada, Oyuki começa a trabalhar e os homens pagam grandes quantidades para que ela os entretenha com seu espetáculo. Um desses homens é Irving Pointer, um pintor inglês que chega ao Japão em busca de paisagens. Irving se apaixona perdidamente por Oyuki e consegue apresentar-se e conhecer a gueixa.
Com o tempo, Irving se decide e opta por comprometer-se com Oyuki, tirando-a do lugar onde trabalha. Irving pede a Yutaka a mão de Oyuki, mas este não recebe bem a noticia, pois dar a Irving a mão de Oyuki significaria deixar de ganhar dinheiro por meio de sua irmã. No entanto, ao saber que Irving é de uma família inglesa muito acomodada e de grande prestigio, Yutaka cede ao matrimonio.
Oyuki pensa que agora poderá ser feliz, sem imaginar que agora são os pais de Irving quem se opõem ao matrimonio do filho com uma gueixa. Irving decide casar-se de uma vez por todas com Oyuki, e os dois conseguem encontrar a felicidade com a chegada de sua primeira filha, a quem nomeiam Yuriko.
Yutaka, em uma de suas constantes discussões com Irving, termina o matando acidentalmente de um disparo. Ogino consegue safar-se quando culpam a Oyuki do terrível crime cometido por seu irmão. Toda a evidencia e antecedentes circunstanciais não favorecem a Oyuki, que é apresada, julgada e condenada a vinte anos de prisão. Sua filha Yuriko, de dois anos de idade é enviada aos seus avós paternos Charles e Elizabeth.
Passam quinze longos anos e Oyuki segue apresada. Do outro lado, seu irmão Yutaka se encontra a beira da morte. A Oyuki lhe permitem ver seu irmão, custodiada pela polícia. Então, Ogino confessa seu crime antes de morrer, permitindo que Oyuki saía da prisão depois de anos de aprisionamento longe de sua filha. Por fim livre, Oyuki viaja para ir em busca de sua filha Yuriko, quem agora é una dama inglesa de 17 anos e vê a sua mãe como uma estranha por haver estado ausente durante tantos anos.

## Elenco
- Ana Martín - Oyuki Ogino
- Boy Olmi - Irving Pointer
- Salvador Sánchez - Yutaka Ogino
- Jorge Martínez de Hoyos - Sir Charles Pointer
- Martha Roth - Lady Elizabeth Pointer
- Rafael Sánchez-Navarro - Orson
- Anna Silvetti - Elianne
- Cecilia Gabriela - Yuriko
- Guillermo Murray - Richard
- Evangelina Elizondo - Diana
- Nuria Bages - Reneé Sagan
- Patricia Bernal - Margarita
- Aurora Clavel - Nanae
- Jorge Pais - Tom
- Marta Zamora - Hellen
- Carlos Riquelme - John Gibson
- Yoshio - Togo Fushoko
- Erika Kasuga - Sumiko
- Luis Manuel Pelayo - Rigoberto
- Alicia Encinas - Reyna
- Fernanda Ruizos - Akari
- Margo Su - Kikusan
- Margarita Isabel - Mary
- Ana Luisa Peluffo - Ivette
- Patricio Castillo - Bertoldo Nottingham
- Noé Murayama - Kyozo
- Manuel Guizar - Vedo

## Prêmios e indicações

### Prêmio TVyNovelas 1989
| Categoria                 | Indicado(a)              | Resultado |
| ------------------------- | ------------------------ | --------- |
| Melhor telenovela         | Lucy Orozco              | Indicado  |
| Melhor atriz protagonista | Ana Martín               | Indicado  |
| Melhor ator antagonista   | Salvador Sánchez         | Indicado  |
| Melhor atriz principal    | Martha Roth              | Indicado  |
| Melhor ator principal     | Jorge Martínez de Hoyos  | Indicado  |
| Revelação feminina        | Cecilia Gabriela         | Indicado  |
| Revelação masculina       | Boy Olmi                 | Indicado  |
| Melhor direção de cena    | Gabriel Vázquez Bulman   | Venceu    |
| Melhor produção           | Lucy Orozco e Ana Martín | Venceu    |